# 小行星4627
小行星4627（4627 Pinomogavero）是一颗围绕太阳公转的小行星。1985年9月5日，亨利·德波鸿诺在拉西拉天文台发现了此天体。
这颗小行星的绝对星等为227.9361222654273等。